# Chondrodyt
Chondrodyt – rzadki minerał należący do krzemianów, będący członkiem grupy humitu.

## Właściwości
Krystalizuje w układzie jednoskośnym. Posiada pokrój izometryczny, krótkosłupkowy, kryształy o licznych ścianach, zazwyczaj drobne. Często tworzy formy bliźniacze wg {001}. Występuje w skupieniach ziarnistych, zbitych, wrosłych i jako impregnacje. Ma białą rysę oraz szklisty połysk. Jest minerałem kruchym, przezroczystym do przeświecającego. Częstymi zanieczyszczeniami w strukturze są tytan, glin i mangan.

## Występowanie
Występuje w marmurach wapiennych i dolomitowych oraz w skałach wulkanicznych. Także w złożach kruszconośnych, bombach wulkanicznych, kontaktowych skałach metamorficznych i karbonatytach. Towarzyszą mu spinel, forsteryt, grafit, flogopit, wollastonit, grossular, aragonit, klinochlor, diopsyd, kalcyt i klinohumit, magnetyt, sfaleryt, galena i wezuwian. 

## Miejsce występowania
Chondrodyt występuje w Chinach, Rudawach (Niemcy), we Francji, we Włoszech, Szwecji, Szkocji (UK), Finlandii, Ontario i Quebecu (Kanada) i w Nowym Jorku, New Jersey, Arizonie, Kalifornii, Massachusetts, (USA). W Polsce znaleziony został w Przewornie i Gębczycach na Dolnym Śląsku.

## Galeria

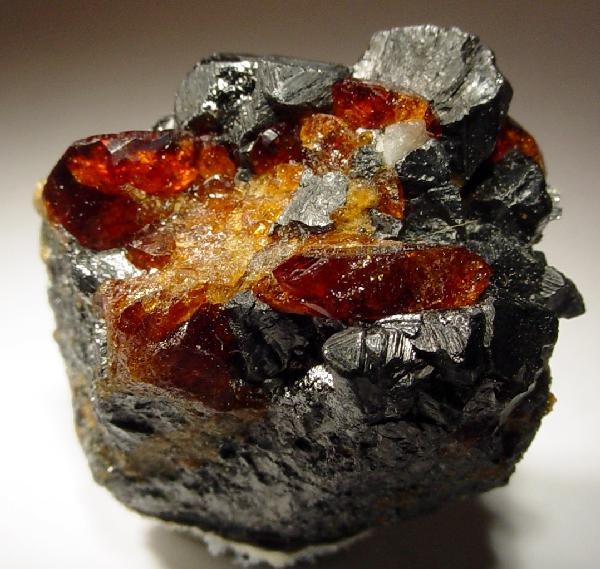
w towarzystwie magnetytu z Nowego Jorku
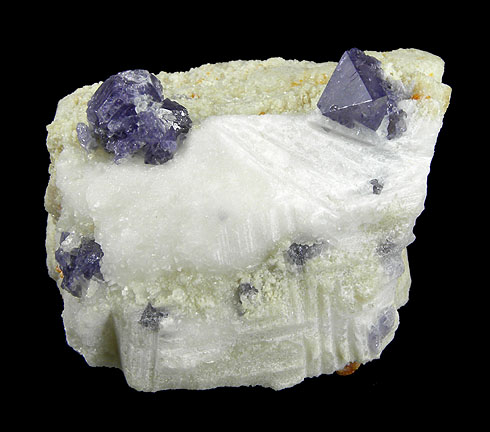
w asocjacji z fioletowym spinelem z Afganistanu
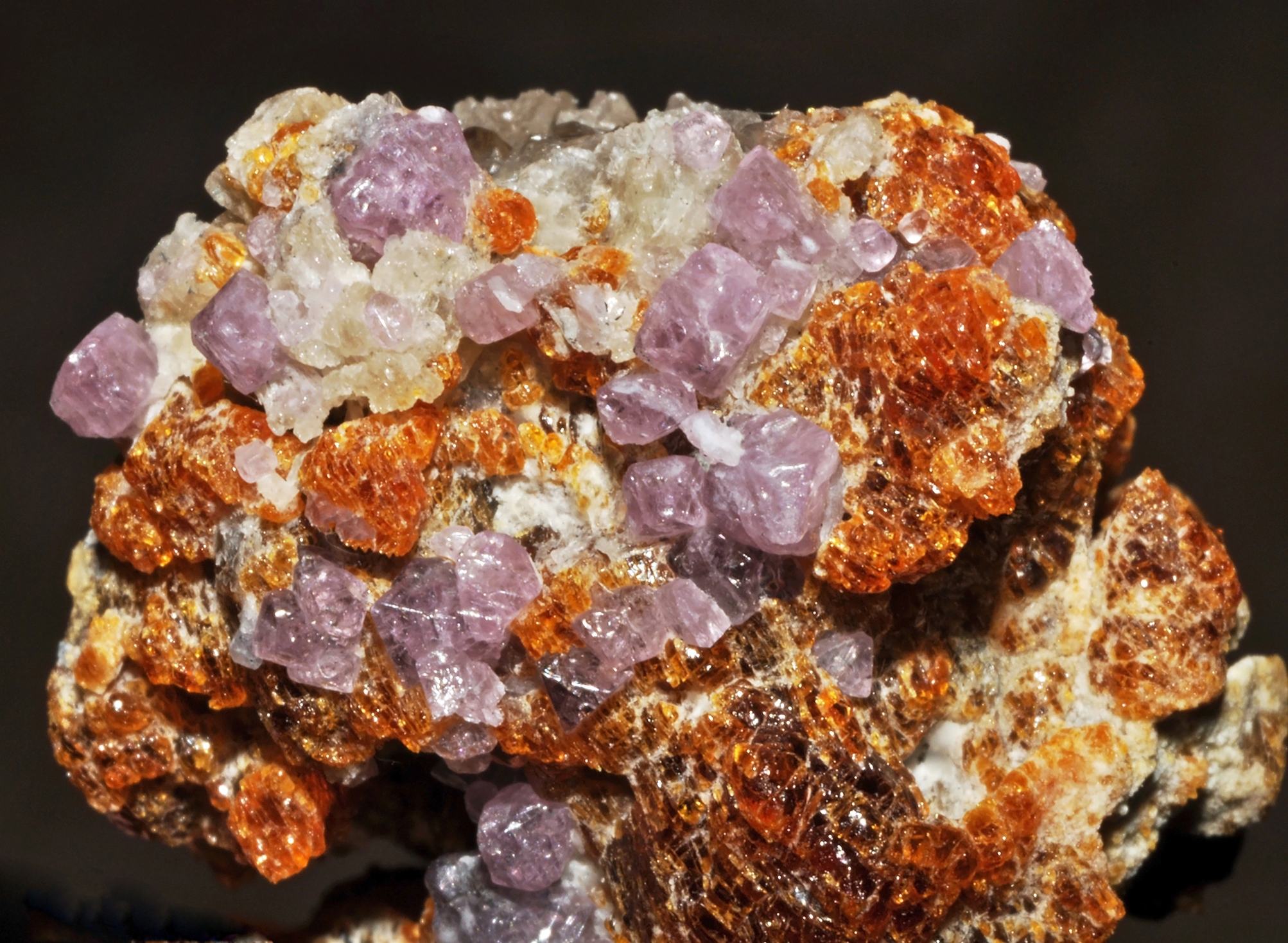
z różowym spinelem z prowincji Hunan w Chinach